# 王世雄 (台湾)
王世雄（1961年—2024年3月20日），台灣政治人物，曾以無黨籍在漁民團體當選為第一屆第六次增額立法委員，復代表中國國民黨在高雄縣選區當選為第二屆立法委員。
2024年3月20日，王世雄因胰臟癌逝世，享壽63歲。

## 生平
王世雄出身於高雄政治世家。父親為前高雄市長王玉雲。長兄為前立法委員王志雄。
王玉雲在高雄市長卸任後，在臺北多年，王玉雲感到失去高雄的政治養分，家族企業也岌岌可危。1986年，王玉雲曾有意參選立委，進而問鼎立法院副院長，但遭到勸退。雖然層峰加聘他為總統府國策顧問，王玉雲仍於1987年回到高雄市，兒子王志雄、王世雄則分別經營。
1989年第六次增額立委選舉，當時王志雄「希望掙脫家族陰影」，打算參選市議員。然而各選區都有王玉雲故舊，難有插足空間。正好中國國民黨苦於找不到適當的立委候選人，雙方合作下，由王志雄在高雄市北區（第一選區）參選立法委員，王世雄則以無黨籍身分參選漁民團體立委。選舉結果，王志雄與王世雄兩兄弟同時當選立委，轟動一時。
二屆國代修憲後，政治環境大變。因取消職業團體，造成1992年立委選舉，王世雄與哥哥在選區安排上的窘境。在王玉雲的政治安排下：王志雄參選高雄市北區；王世雄則轉進高雄縣，趁勢收編「紅派」。唯最終王志雄退選。王世雄仍成功選上立委。
2017年，王世雄檢查出肝臟有2顆腫瘤，後來前往中國大陸接受換肝手術。2023年，王世雄身體不適，暴瘦10幾公斤，並於9月和11月兩度入住高雄長庚醫院胃腸肝膽科。2024年年初，王世雄在台大醫院檢驗出罹患胰臟癌第3期。2024年3月20日上午10點多，王世雄病情急轉直下，被家人送往高雄長庚醫院急救，當天晚上8點12分病逝於醫院，享年63歲。

## 爭議
- 2003年，王世雄因滯納綜合所得稅、房屋稅未繳新台幣一億三千兩百餘萬元，遭法務部行政執行署高雄行政執行處拘提管收[6]。
- 2006年，王世雄因酒後駕駛，連環撞擊計程車與路邊轎車[7]。

- 2019年，時任國民黨主席吳敦義在專訪稱其外號「白賊義」是「是1994年他當選民選高雄市長後，婉拒某家族兒子當副市長，因此而批評他是『白賊義』。」引起王世雄於3月6日下午舉行記者會反駁，稱「白賊義」稱號的由來是當時民進黨市議員黃昭星和郭玟成在市政聯合質詢時對吳提出的批判，會後友人告知王玉雲，當時父親認為這很符合社會一般對吳的風評，「他(王玉雲)只是附議而已，他並沒有提到吳敦義是『白賊義』這三個字！」並表示「白賊義」這不是一個人說了就算，一個為人正直老實，是不會讓人家封上「白賊義」的封號的，王世雄更酸「名字可以取錯，綽號不會錯。」[8]